# Aldo Palazzeschi
Aldo Palazzeschi (właśc. A. Giurlani, ur. 2 lutego 1885 we Florencji, zm. 17 sierpnia 1974 w Rzymie) – włoski pisarz. 
Początkowo związany z futuryzmem. Jego twórczość cechuje skłonność do fantastyki, groteski i paradoksu. Zbiory poezji (m.in. Lanterna 1907), powieści (m.in. Sorelle Materassi 1934, Roma 1953), wspomnienia Stampe dell’Ottocento (1932) ukazujące życie Florencji u schyłku XIX wieku.
24 września 1964 roku został odznaczony Orderem Sabaudzkim Cywilnym przez Humberta II Sabaudzkiego.